# Дубенков, Геннадий Алексеевич
Геннадий Алексеевич Дубенков (укр. Геннадій Олексійович Дубенков; 2 апреля 1950 года, с. Степановка, Тепликский район, Винницкая область, Украинская ССР - 21 октября 2022 года.) — украинский государственный деятель, депутат Верховной рады Украины I созыва (1990—1994).

## Биография
Родился 2 апреля 1950 года в селе Степановка Тепликского района Винницкой области Украинской ССР в крестьянской семье.
С 1966 года работал разнорабочим колхоза имени Ленина в селе Степановка Тепликского района Винницкой области, учился в Ильинецком совхозе-техникуме.
В 1969 году работал зоотехником колхоза имени К. Маркса Теплицкого района. С 1969 года проходил службу в рядах Советской армии, после возвращения из армии с 1971 года был инструктором-методистом по спорту колхоза им. Ленина Тепликского района.
С 1972 года учился в Украинской сельскохозяйственной академии по специальности «учёный-зоотехник», с 1973 года был зоотехником, секретарём партийной организации КП УССР колхоза им. Ленина Тепликского района.
С 1975 года работал инструктором организационного отдела Тепликского райкома КП УССР,с 1977 года был первым секретарём Тепликского райкома ЛКСМУ, с 1978 года — вторым, затем первым секретарём Винницкого обкома ЛКСМУ.
С 1983 года был слушателем Академии общественных наук при ЦК КПСС, с 1985 года работал вторым, затем первым секретарём Казатинского районного комитета КП УССР.
Являлся членом КПСС с 1973 по 1991 год, был членом Винницкого обкома КП УССР, членом бюро Винницкого обкома КП УССР, членом Ревизионной комиссии ЦК КП УССР, член ЦК ЛКСМУ, избирался депутатом Винницкого областного совета.
В 1990 году в ходе первых альтернативных парламентских выборов в Украинской ССР был выдвинут кандидатом в народные депутаты трудовыми коллективами колхозов им. XX и XXI съездов КПСС, им. Ленина с. Махаринцы и Николаевки, Казатинского локомотивного депо им. братьев Валдаевых, Казатинского горторга, участковой больницы станции Казатин, избирателями с. Комсомольского, пленумом Казатинского райкома КП УССР, 18 марта 1990 года во втором туре был избран народным депутатом Верховного совета Украинской ССР XII созыва (в дальнейшем — Верховной рады Украины I созыва) от Казатинского избирательного округа № 33 Винницкой области, набрал 52,87% голосов среди 4 кандидатов. В парламенте являлся секретарём комиссии по вопросам возрождения и социального развития села. Депутатские полномочия истекли 10 мая 1994 года.
С 1994 года являлся директором ПО «Элеваторзернопром».
Награждён орденом «Знак почёта», медалями.
Был женат, имел двоих детей.